# Station Strzelce Krajeńskie Wschód
Station Strzelce Krajeńskie Wschód is een spoorwegstation in de Poolse plaats Zwierzyn.